# Hermagor
Bezirk Hermagor là một huyện hành chính (Bezirk) ở Carinthia, Áo.
Huyện này có diện tích 808,02 km² vàdân số là 19.757 người (thời điểm ngày 15 tháng 5 năm 2001). Hermagor có mật độ dân số 24 người/1 km². The Trung tâm hành chính huyện là Hermagor-Pressegger See.
Tên gọi có liên hệ đối với Thánh Hermagoras, người được tôn thờ tại Aquileia.

## Các đô thị
Các thị xã (Städte) bằng chữ đậm; các phố thị (Marktgemeinden) bằng chữ xiên, các khu ngoại ô, làng và các đơn vị khác của một đô thị được hiển thị bằngchữ nhỏ.
- Dellach (4)
  - Dellach, Goldberg, Gurina, Höfling, Leifling, Monsell, Nölbling, Rüben, Siegelberg, St. Daniel, Stollwitz, Wieserberg
- Gitschtal (5)
  - Brunn, Golz, Jadersdorf, Langwiesen, Lassendorf, Leditz, Regitt, St. Lorenzen im Gitschtal, Weißbriach, Wulzentratten
- Hermagor-Pressegger See (1)
  - Achleiten, Aigen, Bergl, Braunitzen, Brugg, Burgstall, Danz, Dellach, Egg, Eggforst, Förolach, Fritzendorf, Görtschach, Götzing, Grafenau, Grünburg, Guggenberg, Hermagor, Jenig, Kameritsch, Khünburg, Kleinbergl, Kraschach, Kraß, Kreuth ob Mellweg, Kreuth ob Möschach, Kreuth ob Rattendorf, Kühweg, Kühwegboden, Latschach, Liesch, Mellach, Mellweg, Micheldorf, Mitschig, Möderndorf, Nampolach, Neudorf, Neuprießenegg, Obermöschach, Obervellach, Paßriach, Podlanig, Postran, Potschach, Potschach, Presseggen, Presseggersee, Radnig, Radnigforst, Rattendorf, Schinzengraben, Schlanitzen, Schmidt, Siebenbrünn, Sonnenalpe Naßfeld, Sonnleitn, Süßenberg, Toschehof, Tröpolach, Untermöschach, Untervellach, Watschig, Wittenig, Zuchen
- Kirchbach (2)
  - Anraun, Bodenmühl, Forst, Goderschach, Grafendorf, Griminitzen, Gundersheim, Hochwart, Katlingberg, Kirchbach, Krieben, Lenzhof, Oberbuchach, Oberdöbernitzen, Rauth, Reisach, Reißkofelbad, Rinsenegg, Schimanberg, Schmalzgrube, Schönboden, Staudachberg, Stöfflerberg, Stranig, Tramun, Treßdorf, Unterbuchach, Unterdöbernitzen, Waidegg, Wassertheurerberg, Welzberg
- Kötschach-Mauthen (3)
  - Aigen, Buchach, Dobra, Dolling, Gailberg, Gentschach, Gratzhof, Höfling, Kosta, Kötschach, Kreuth, Kreuzberg, Krieghof, Kronhof, Laas, Lanz, Mahlbach, Mandorf, Mauthen, Nischlwitz, Passau, Plöcken, Plon, Podlanig, Sittmoos, St. Jakob im Lesachtal, Strajach, Weidenburg, Wetzmann, Würda, Würmlach
- Lesachtal (6)
  - Assing, Birnbaum, Durnthal, Egg, Frohn, Guggenberg, Klebas, Kornat, Ladstatt, Liesing, Maria Luggau, Mattling, Moos, Niedergail, Nostra, Obergail, Oberring, Pallas, Promeggen, Raut, Rüben, Salach, St. Lorenzen im Lesachtal, Stabenthein, Sterzen, Tiefenbach, Tscheltsch, Tuffbad, Wiesen, Wodmaier, Xaveriberg
- Sankt Stefan im Gailtal (7)
  - Bach, Bichlhof, Bodenhof, Dragantschach, Edling, Hadersdorf, Karnitzen, Köstendorf, Latschach, Matschiedl, Nieselach, Pölland, Pörtschach, Schinzengraben, Schmölzing, St. Paul an der Gail, St. Stefan an der Gail, Sussawitsch, Tratten, Vorderberg

| edit | Các thành phố và huyện (Bezirke) của Kärnten | Flag of Austria |
| \| \| Klagenfurt am Wörthersee \\| Villach Feldkirchen \\| Hermagor \\| Klagenfurt-Land \\| Spittal an der Drau \\| St. Veit an der Glan \\| Villach-Land \\| Völkermarkt \\| Wolfsberg \| | |                 |
| Carinthia map | Klagenfurt am Wörthersee \| Villach Feldkirchen \| Hermagor \| Klagenfurt-Land \| Spittal an der Drau \| St. Veit an der Glan \| Villach-Land \| Völkermarkt \| Wolfsberg |                 |